# Francesco Onorato di Monaco
Francesco Onorato di Monaco (Parigi, 21 dicembre 1669 – Parigi, 16 o 18 febbraio 1748) è stato un nobile e arcivescovo cattolico francese.

## Biografia
Francesco Onorato di Monaco nacque nel 1669 a Parigi, sesto dei sette figli di Luigi I e di Catherine-Charlotte de Gramont.
Ricoprì l'incarico di abate ordinario di Monaco in quanto prevosto del Capitolo della Collegiata di San Nicola; inoltre ebbe i titoli di cavaliere di Malta e in seguito di principe del Sacro Romano Impero.
Nel 1696 divenne canonico di Strasburgo e nel 1699 venne ordinato presbitero. Nel 1715 rinunciò ai diritti alla successione e il 6 novembre 1717 venne nominato abate di Saint-Maixent nel Poitou; il 29 marzo seguente prese possesso dell'abbazia.
Il 26 ottobre 1723 venne scelto quale arcivescovo di Besançon, di cui fu arcidiacono, ricevendo la nomina il 20 novembre 1724 e la consacrazione il 4 febbraio 1725 dal vescovo de Fleury; co-consacranti i vescovi Turgot de Saint-Clair e Languet de Gergy.
Dal 14 novembre del 1731 ricoprì l'incarico di abate di Vauluisant e il 1⁰ marzo del 1732 si ritirò da quello di arcivescovo; morì come arcivescovo emerito a Parigi a 78 anni, nel 1748.

## Ascendenza
|                                |                       |                        | Genitori                         |  |  | Nonni |  |  | Bisnonni             |  |  | Trisnonni        |  |
|                                |                       |                        |                                  |  |  |       |  |  | Onorato II di Monaco |  |  | Ercole di Monaco |  |
|                                |                       |                        |                                  |  |  |       |  |  | Onorato II di Monaco |  |  | Ercole di Monaco |  |
|                                |                       | Maria Landi            |                                  |  |  |       |  |  | Onorato II di Monaco |  |  |                  |  |
| Ercole Grimaldi                |                       |                        |                                  |  |  |       |  |  | Onorato II di Monaco |  |  |                  |  |
|                                |                       | Ippolita Trivulzio     | Carlo Emanuele Teodoro Trivulzio |  |  |       |  |  |                      |  |  |                  |  |
|                                |                       | Ippolita Trivulzio     | Carlo Emanuele Teodoro Trivulzio |  |  |       |  |  |                      |  |  |                  |  |
|                                |                       | Ippolita Trivulzio     | Caterina Gonzaga                 |  |  |       |  |  |                      |  |  |                  |  |
| Luigi I di Monaco              |                       | Ippolita Trivulzio     |                                  |  |  |       |  |  |                      |  |  |                  |  |
|                                |                       | Luca Spinola           | Gaspare Spinola                  |  |  |       |  |  |                      |  |  |                  |  |
|                                |                       | Luca Spinola           | Gaspare Spinola                  |  |  |       |  |  |                      |  |  |                  |  |
|                                |                       | Luca Spinola           | Maria Doria                      |  |  |       |  |  |                      |  |  |                  |  |
| Aurelia Spinola                |                       | Luca Spinola           |                                  |  |  |       |  |  |                      |  |  |                  |  |
|                                |                       | Pellina Spinola        | Giovanni Battista Spinola        |  |  |       |  |  |                      |  |  |                  |  |
|                                |                       | Pellina Spinola        | Giovanni Battista Spinola        |  |  |       |  |  |                      |  |  |                  |  |
|                                |                       | Pellina Spinola        | Maria Spinola                    |  |  |       |  |  |                      |  |  |                  |  |
| Francesco Onorato di Monaco    |                       | Pellina Spinola        |                                  |  |  |       |  |  |                      |  |  |                  |  |
|                                | Antoine II de Gramont | Philibert I de Gramont |                                  |  |  |       |  |  |                      |  |  |                  |  |
|                                | Antoine II de Gramont | Philibert I de Gramont |                                  |  |  |       |  |  |                      |  |  |                  |  |
|                                | Antoine II de Gramont | Diane d'Andoins        |                                  |  |  |       |  |  |                      |  |  |                  |  |
| Antoine III de Gramont         | Antoine II de Gramont |                        |                                  |  |  |       |  |  |                      |  |  |                  |  |
|                                |                       | Louise de Roquelaure   | Antoine de Roquelaure            |  |  |       |  |  |                      |  |  |                  |  |
|                                |                       | Louise de Roquelaure   | Antoine de Roquelaure            |  |  |       |  |  |                      |  |  |                  |  |
|                                |                       | Louise de Roquelaure   | Catherine d'Ornezan              |  |  |       |  |  |                      |  |  |                  |  |
| Catherine-Charlotte de Gramont |                       | Louise de Roquelaure   |                                  |  |  |       |  |  |                      |  |  |                  |  |
|                                |                       | Hector de Chivré       | François de Chivré               |  |  |       |  |  |                      |  |  |                  |  |
|                                |                       | Hector de Chivré       | François de Chivré               |  |  |       |  |  |                      |  |  |                  |  |
|                                |                       | Hector de Chivré       | Léonore de La Porte              |  |  |       |  |  |                      |  |  |                  |  |
| Françoise Marguerite de Chivré |                       | Hector de Chivré       |                                  |  |  |       |  |  |                      |  |  |                  |  |
|                                |                       | Marie de Conan         | Nicolas de Conan                 |  |  |       |  |  |                      |  |  |                  |  |
|                                |                       | Marie de Conan         | Nicolas de Conan                 |  |  |       |  |  |                      |  |  |                  |  |
|                                |                       | Marie de Conan         | Anne d'O                         |  |  |       |  |  |                      |  |  |                  |  |
|                                |                       | Marie de Conan         |                                  |  |  |       |  |  |                      |  |  |                  |  |